# Баксов, Алексей Иванович
Алексей Иванович Баксов (18 марта 1907 года, село Большая Камышинка, Саратовская губерния — 26 ноября 1986 года, Москва) — советский военный деятель, Герой Советского Союза (22 июля 1944 года), генерал-полковник (1963 год).

## Начальная биография
Алексей Иванович Баксов родился 18 марта (по другим данным 10 ноября) 1907 года в селе Большая Камышинка (ныне Петровского района Саратовской области). Работать начинать пришлось очень рано из-за ранней смерти отца (в 1916 году). Несколько лет работал сезонным рабочим. Только в начале 1920-х годов смог начать учёбу в неполной средней школе (тогда именовались школами второй ступени), после окончания которой с 1925 года работал в адресном столе Ташкента.

## Военная служба

### Довоенное время
В сентябре 1926 года Баксов был призван в ряды РККА и направлен в Объединённую военную школу имени В. И. Ленина, дислоцированную в Ташкенте, после окончания которой с сентября 1929 года исполнял должности помощника начальника и начальника заставы пограничной комендатуры в городе Ош. Участвовал в боях против басмачей.
В 1928 году вступил в ряды ВКП(б). В декабре 1932 года был назначен на должность начальника заставы и помощника коменданта 2-го участка 68-го Тахта-Базарского пограничного отряда в Туркменской ССР, а в июне 1935 года — на должность старшего курсового командира 2-й пограничной школы НКВД в Харькове.
В мае 1936 года был направлен на учёбу в Военную академию имени М. В. Фрунзе, по окончании которой в мае 1939 года был назначен на должность заместителя начальника Главного управления войск НКВД по охране особо важных предприятий промышленности.

### Великая Отечественная война
В июле 1941 года Баксов был назначен на должность начальника оперативного отдела Главного управления местной ПВО НКВД, в июне 1942 года — на должность заместителя командира, а в феврале 1943 года — на должность командира 160-й стрелковой дивизии, участвовавшей в ходе Воронежско-Ворошиловградской, Острогожско-Россошанской, Воронежско-Касторненской, Харьковских наступательной и оборонительной операций. За умелое командование дивизией, успешное выполнение боевых заданий командования полковник Баксов был награждён орденом Красного Знамени. 18 апреля 1943 года 160-я стрелковая дивизия, за мужество и героизм личного состава была награждена почётным званием «Гвардейская», получила новый войсковой номер и преобразована в 89-ю гвардейскую, а Алексей Иванович Баксов был назначен заместителем командира дивизии.
В июне 1943 года был назначен на должность командира 67-й гвардейской стрелковой дивизии, которой командовал в ходе Курской битвы. В декабре 1943 года был награждён орденом Суворова 2 степени. В ходе Витебско-Оршанской наступательной операции дивизия прорвала оборону противника северо-западнее Витебска, после чего первой вышла на Западную Двину, которую сходу форсировала. Вскоре дивизия перерезала дорогу Витебск — Лепель, а к 29 июня в районе деревни Ветрино вышла к железной дороге Полоцк — Молодечно. Всего в ходе наступления дивизия освободила более 250 населённых пунктов. За успешные боевые действия в ходе операции дивизии было присвоено почётное наименование «Витебская».
Указом Президиума Верховного Совета СССР от 22 июля 1944 года за отвагу, мужество и умелое командование частями дивизии при форсировании Западной Двины и окружении витебской группировки противника гвардии генерал-майору Алексею Ивановичу Баксову присвоено звание Героя Советского Союза с вручением ордена Ленина и медали «Золотая Звезда» (№ 3839).
В августе 1944 года Баксов был назначен на должность командира 2-го гвардейского стрелкового корпуса, который принимал участие в ходе Мемельской наступательной операции, но незадолго до начала операции противник предпринял попытку наступления в районе города Вобелс, при этом главный удар приходился на 2-й гвардейский стрелковый корпус, но он выдержал все удары противника и не допустил прорыва обороны. В ходе октябрьского наступления корпус прорвал оборону противника в районе м. Куошенай, после чего за несколько дней прошёл более чем 100 км, освободив десятки населённых пунктов. Вскоре корпус вел боевые действия на Курляндском полуострове.

### Послевоенная карьера

Могила А. И. Баксова на Кунцевском кладбище Москвы.

После войны генерал-майор Баксов был направлен на учёбу в Высшую военную академию имени К. Е. Ворошилова, после окончания которой в ноябре 1947 года состоял в распоряжении Управления по внешним сношениям Генерального штаба, а затем был направлен в правительственную командировку за границу, после возвращения из которой с декабря 1950 года исполнял должность начальника штаба Московского района ПВО, преобразованного в июне 1954 года в Центральный округ ПВО. В сентябре 1954 года был назначен на должность начальника штаба, а в апреле 1955 года — на должность 1-го заместителя и члена Военного совета Московского округа ПВО.
С августа 1962 года находился в распоряжении главнокомандующего сухопутными войсками и в ноябре 1962 года был назначен на должность старшего представителя, а в сентябре 1963 года — на должность представителя главнокомандующего Объединённых вооружённых сил государств — участников Варшавского Договора в Болгарской народной армии.
В феврале 1972 года генерал-полковник Алексей Иванович Баксов вышел в запас. Умер 26 ноября 1986 года в Москве. Похоронен на Кунцевском кладбище в Москве.

## Награды
- Медаль «Золотая Звезда» Героя Советского Союза (22.07.1944);
- Два ордена Ленина (22.07.1944; 19.06.1951);
- Шесть орденов Красного Знамени (26.03.1943; 30.05.1944; 5.11.1946; 28.01.1954; 30.12.1956; 31.10.1967);
- Орден Суворова II степени (29.06.1945);
- Орден Кутузова II степени (27.08.1943);
- Орден Отечественной войны I степени (11.03.1985);
- Орден Красной Звезды (3.11.1944);
- Медаль  «В ознаменование 100-летия со дня рождения Владимира Ильича Ленина»
- Медаль «За оборону Сталинграда»
- Медаль  «За победу над Германией в Великой Отечественной войне 1941-1945 гг.»
- Медаль  «Двадцать лет победы в Великой Отечественной войне 1941-1945 гг.»
- Медаль  «Тридцать лет Победы в Великой Отечественной войне 1941-1945 гг.»
- Медаль  «Сорок лет Победы в Великой Отечественной войне 1941-1945 гг.»
- Медаль «Ветеран Вооружённых Сил СССР»
- Медаль  «30 лет Советской Армии и Флота»
- Медаль  «40 лет Вооружённых Сил СССР»
- Медаль  «50 лет Вооружённых Сил СССР»
- Медаль  «60 лет Вооружённых Сил СССР»
- Медаль  «В память 800-летия Москвы»

Иностранные награды:
- Орден Народной Республики Болгария I степени (Народная Республика Болгария, 1968)
- Орден «9 сентября 1944 года» (Болгария)
- Медаль «25 лет Болгарской народной армии» (Болгария)
- Медаль «100 лет Освобождения Болгарии от османского рабства» (Болгария)
- Медаль «100 лет со дня рождения Георгия Димитрова» (Болгария)

## Воинские звания
- Генерал-майор (3.06.1944);
- Генерал-лейтенант (3.08.1953);
- Генерал-полковник (22.02.1963).